# Otto von Lossow
Generał Otto von Lossow (ur. 15 stycznia 1868 w Hof, zm. 25 listopada 1938 w Monachium) – niemiecki żołnierz, generał porucznik.
Walczył na frontach całego świata, m.in. w wojnach bałkańskich, brał również udział w pacyfikacji powstania bokserów. W czasie I wojny światowej walczył na froncie zachodnim. W latach 1921–1924 dowódca VII okręgu wojskowego Reichswehry (Bayerischer Landeskommandant), wspólnie z Gustavem von Kahrem i Hansem von Seißerem członek prawicowego triumwiratu zarządzającego Bawarią w 1923 roku. Po nieudanym nazistowskim puczu monachijskim (do upadku którego czynnie się przyczynił) zastąpiony przez generała Kressa von Kressensteina, przez kilka lat pracował w Turcji. Do kraju wrócił w 1938 roku, kilka miesięcy przed śmiercią.